# توشی نگیشی
توشی نگیشی (انگلیسی: Toshie Negishi) هنرپیشه اهل ژاپن است. وی در فیلم آزمون بازیگری به ایفای نقش پرداخته است.